# Cho Sung-min
Dans ce nom coréen, le nom de famille, Cho, précède le nom personnel.
Cho Sung-Min (en coréen 조성민), né le 23 décembre 1983, est un joueur sud-coréen de basket-ball. Il évolue au poste d'arrière.

## Palmarès
- 3e du Championnat d'Asie 2011, 2013
- Finaliste des Jeux asiatiques de 2010
- Vainqueur des Jeux asiatiques de 2014